# جاي وايتهيد
جاي وايتهيد (بالإنجليزية: Jay Whitehead)‏ هو كاتب أمريكي، ولد في 8 أبريل 1959.